# 哈雷陨击坑

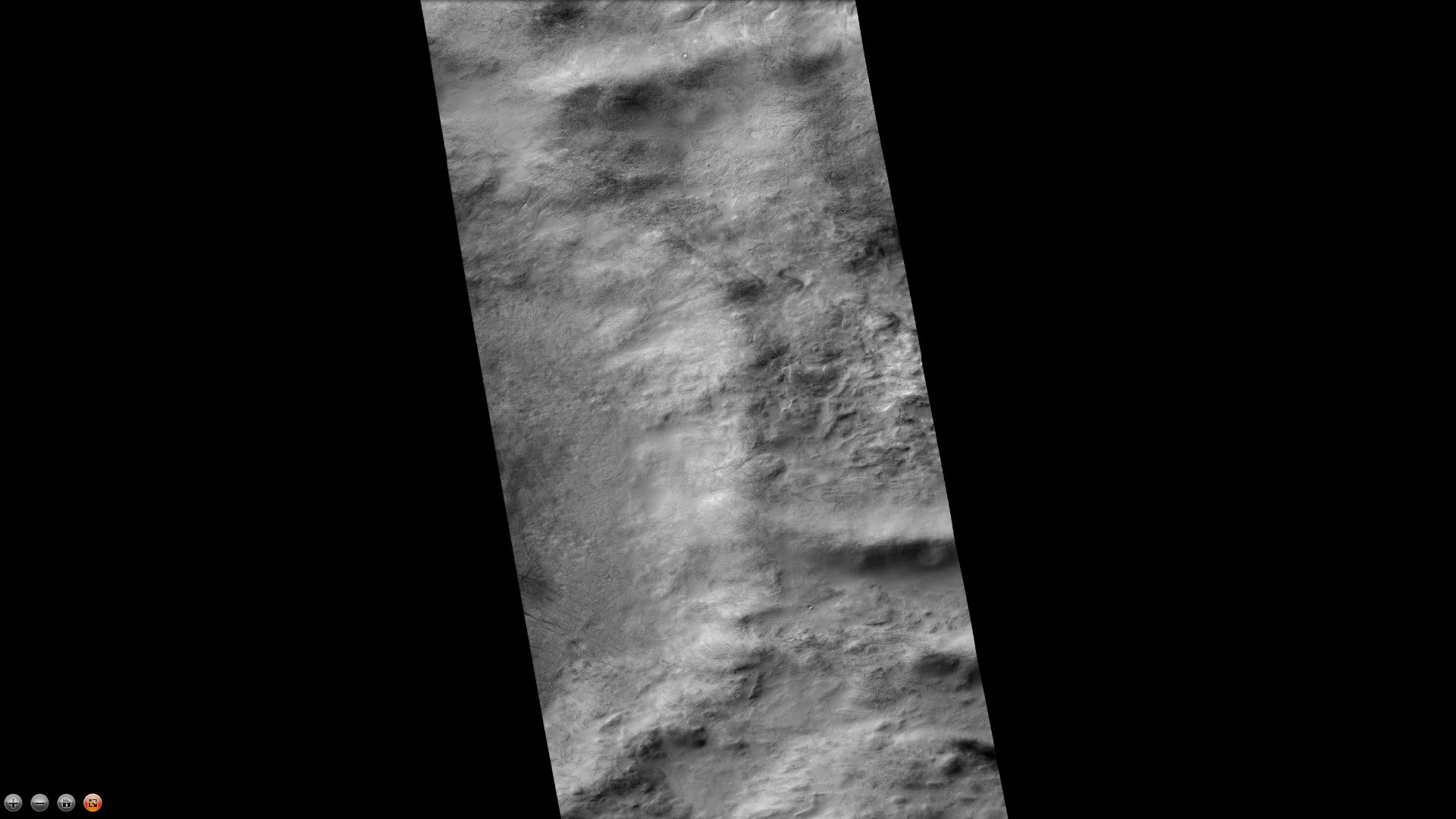
火星勘测轨道飞行器背景相机拍摄的哈雷陨击坑东侧部分。

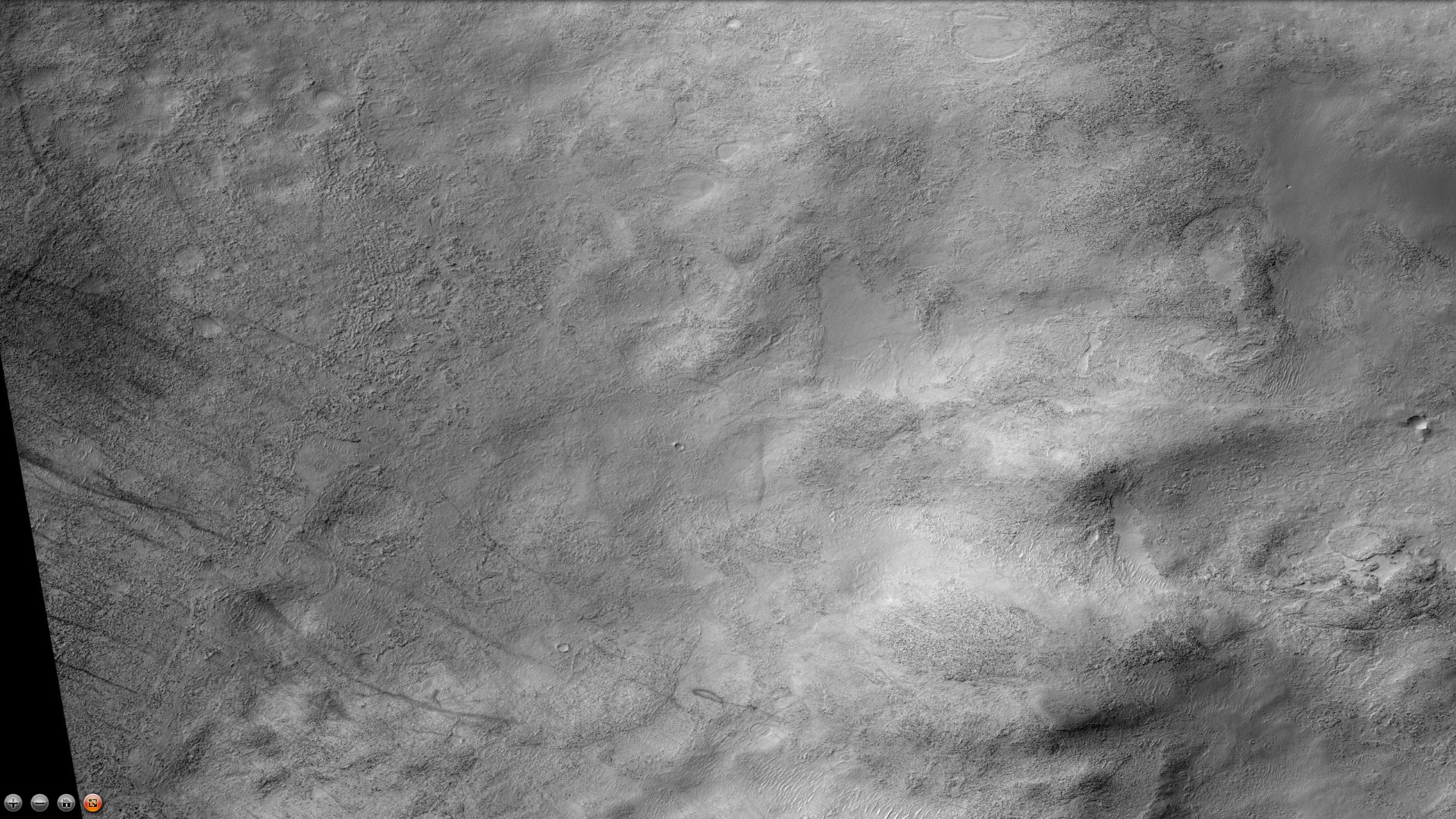
火星勘测轨道飞行器背景相机显示的哈雷陨击坑底，纤细的黑线为尘暴痕迹，注：这是前一幅图像的放大版。

哈雷陨击坑（Halley）是火星阿耳古瑞区的一座撞击坑，中心坐标位于南纬48.7度、西经59.3度处，直径约84.5公里。其名称取自英国天文学家爱德蒙·哈雷(1656年-1742年），1973年被国际天文联合会正式批准接受。

## 位置

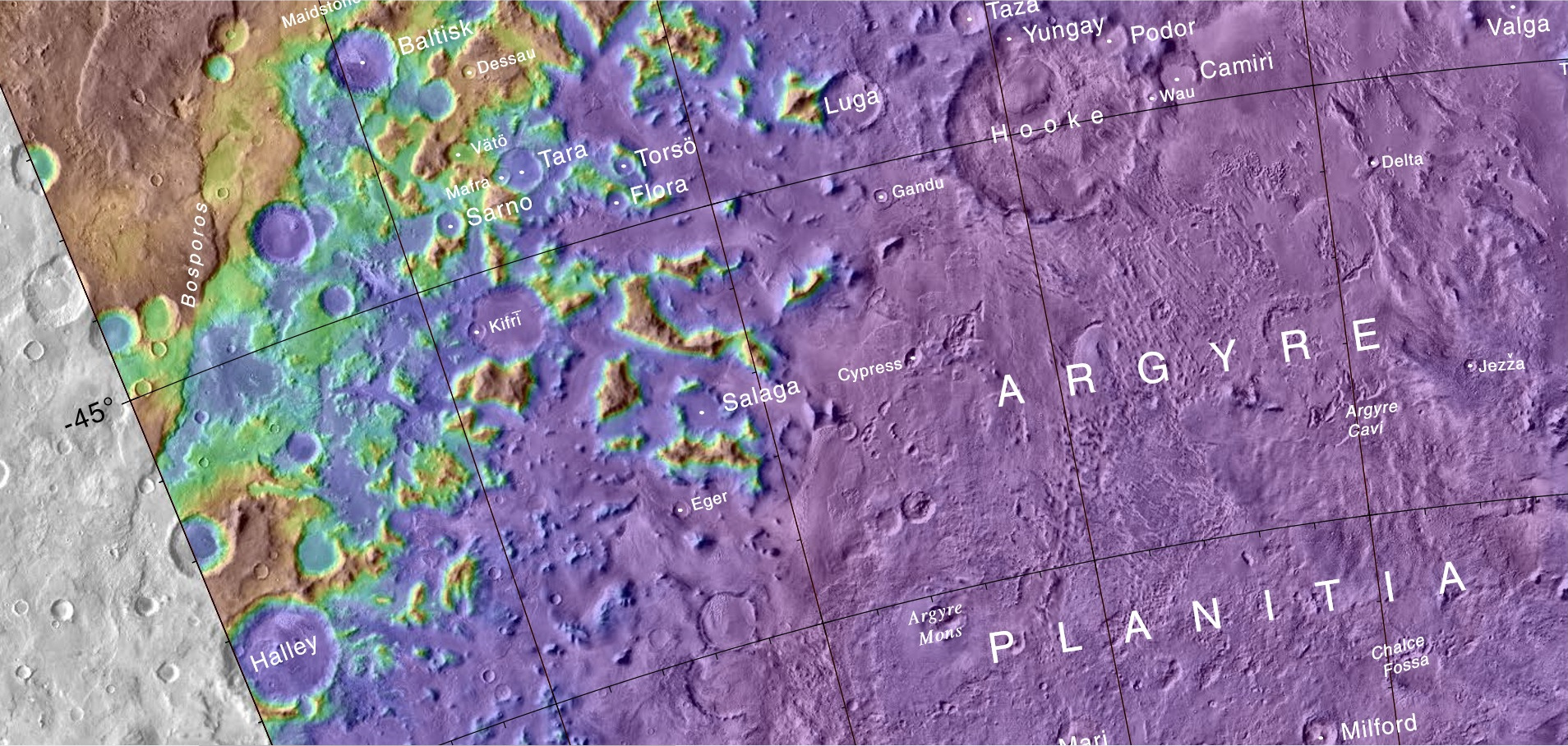
显示了哈雷陨击坑位置和附近其他特征的地形图

## 另请查看
- 火星撞击坑